# Polylepis neglecta
Espèce
Statut de conservation UICN

 VU A1acd, B1+2c : Vulnérable
Polylepis neglecta est une espèce de plantes à fleurs de la famille des Rosaceae.

## Publication originale
- Candollea 50(1): 140. 1995.